# Bataille de Marseille
Ne doit pas être confondu avec Bataille de Marseille (49 av. J.-C.) ou Rafle de Marseille.
Seconde Guerre mondiale
Batailles
2e campagne de France
- Corse
- Limousin
- Ain et Haut-Jura
- Les Glières
- Ascq
- Division Brehmer
- Mont Mouchet
- Opérations SAS en Bretagne
- Bataille de Normandie
- Guéret
- Brigade Jesser
- Cornil
- 1er Tulle
- 2e Tulle
- Argenton-sur-Creuse
- Oradour-sur-Glane
- 1er Ussel
- Saint-Marcel
- Saffré
- Mont Gargan
- Vercors
- Penguerec
- Lioran
- Égletons
- 2e Ussel
- Débarquement de Provence
- Port-Cros
- La Ciotat
- Toulon
- Martigues
- Marseille
- Nice
- Rennes
- Saint-Malo
- Brest
- Paris
- Mont-de-Marsan
- Montélimar
- Maillé
- Écueillé
- La Saulx
- Meximieux
- Nancy
- Colonne Elster
- Dunkerque
- Arracourt
- Saint-Nazaire
- Lorient
- Metz
- Royan et de la pointe de Grave
- Campagne de Lorraine
- Colmar

Front d'Europe de l'Ouest
Front d'Europe de l'Est
Campagnes d'Afrique, du Moyen-Orient et de Méditerranée
Bataille de l'Atlantique
Guerre du Pacifique
Guerre sino-japonaise
La bataille de Marseille est l'ensemble des actions et combats, du 21 au 28 août 1944, qui conduisent à la libération de Marseille occupée par les Allemands depuis novembre 1942. Ces combats opposent les forces françaises du général Monsabert et les Forces françaises de l'intérieur (FFI) aux Allemands de la 244e division d'infanterie du général Hans Schaefer.
Les combats dans Marseille sont une bataille urbaine qui se produit presque en même temps que la libération de Paris. La grève générale est déclarée le 20 août 1944 et le 23, Gaston Defferre installe un pouvoir insurrectionnel à l'Hôtel de Ville. Les FFI contrôlent la ville mais ne sont pas en mesure de résister à un retour en force possible des Allemands. Ils réclament l'arrivée des troupes régulières débarquées le 15 août. La 3e division d'infanterie algérienne (3e DIA) du général Monsabert arrive alors, aidée des tabors marocains et des blindés de la 1re division blindée (1re DB). Les soldats français entrent dans Marseille le 23 août. Le général de Monsabert propose au général Hans Schaefer, chef de la 244e DI allemande, de capituler. Il refuse. La résistance allemande est particulièrement localisée autour du fort Saint-Nicolas et de la basilique Notre-Dame-de-la-Garde. La bataille se développe autour du centre de la ville, où le 7e régiment de tirailleurs algériens (7e RTA) et les blindés de la 1re DB mènent les combats, et en périphérie, où les tabors marocains combattent pour terminer l'encerclement de la ville. La marine et l’aviation bombardent également les batteries allemandes du Cap Janet. Le 27 août, le fort Saint-Nicolas est pris et le 28 août, le général Schaefer capitule. Les Français comptent environ 1 400 tués, blessés et disparus et les Allemands en dénombrent 2 000 avec environ 11 000 prisonniers dans Marseille et ses alentours.

## Présentation
Le 15 août 1944 a lieu le débarquement en Provence. À cette occasion, l'occupant se retranche dans ses bunkers, se terre mais continue de se battre contre la résistance et fait sauter les installations portuaires : plus de 200 navires sont coulés et le célèbre pont transbordeur de Marseille détruit.
Le 19 août 1944, le général de Lattre de Tassigny reçoit l'ordre du général Patch, commandant la 7e armée américaine, de prendre Toulon et Marseille. Deux groupements sont constitués afin d'attaquer les deux ports simultanément :
- premier groupement aux ordres du général de Larminat, commandant le 2e corps d’armée, chargé d'attaquer Toulon : 52 000 hommes principalement de la 1re division de marche d’infanterie (1re DMI) et de la 9e division d'infanterie coloniale (9e DIC).
- second groupement, aux ordres du général de Goislard de Monsabert, chargé d'attaquer Marseille : 12 000 hommes, essentiellement de la 3e division d'infanterie algérienne (3e DIA), des groupes de tabors marocains (GTM) et du CC1 (Combat Command 1) de la 1re division blindée (1re DB)[1].

Les FFI de Marseille commandés par Henri Simon (et comptant dans leurs rangs Gaston Defferre) préparent la libération de la ville. Le lundi 21 août, ils lancent l'insurrection accompagnée d'un mot d'ordre de grève générale. Ils occupent rapidement nombre de bâtiments et de carrefours mais, mal armés et peu nombreux, leur position est critique jusqu'à l'arrivée des tirailleurs algériens de la 3e division d'infanterie algérienne (3e DIA) du général de Monsabert et des goumiers marocains du général Guillaume appuyés par le Combat Command 1 (CC1) de la 1re division blindée (1re DB) qui pénètrent dans Marseille le mercredi 23. Les Allemands se méprennent tant quant à l'importance de l’insurrection qu'à celles des forces régulières en présence, bluffés par les actions des différents partis de la résistance et par la rapidité de l'extension de l'offensive depuis le débarquement qui les mènent à des erreurs stratégiques : le rapport de force serait de 4 pour un en faveur des Allemands si l'on s'en tient aux forces régulières selon certains.
Les combats avec l'armée allemande se poursuivront malgré tout plusieurs jours, jusqu'à la capitulation du général Schaeffer le 28 août. Le bombardement de Marseille a été évité et s'est limité aux batteries des iles du Frioul. Le 29, le général de Lattre assiste au défilé de l’armée d'Afrique sur la Canebière,

## Déroulement des opérations

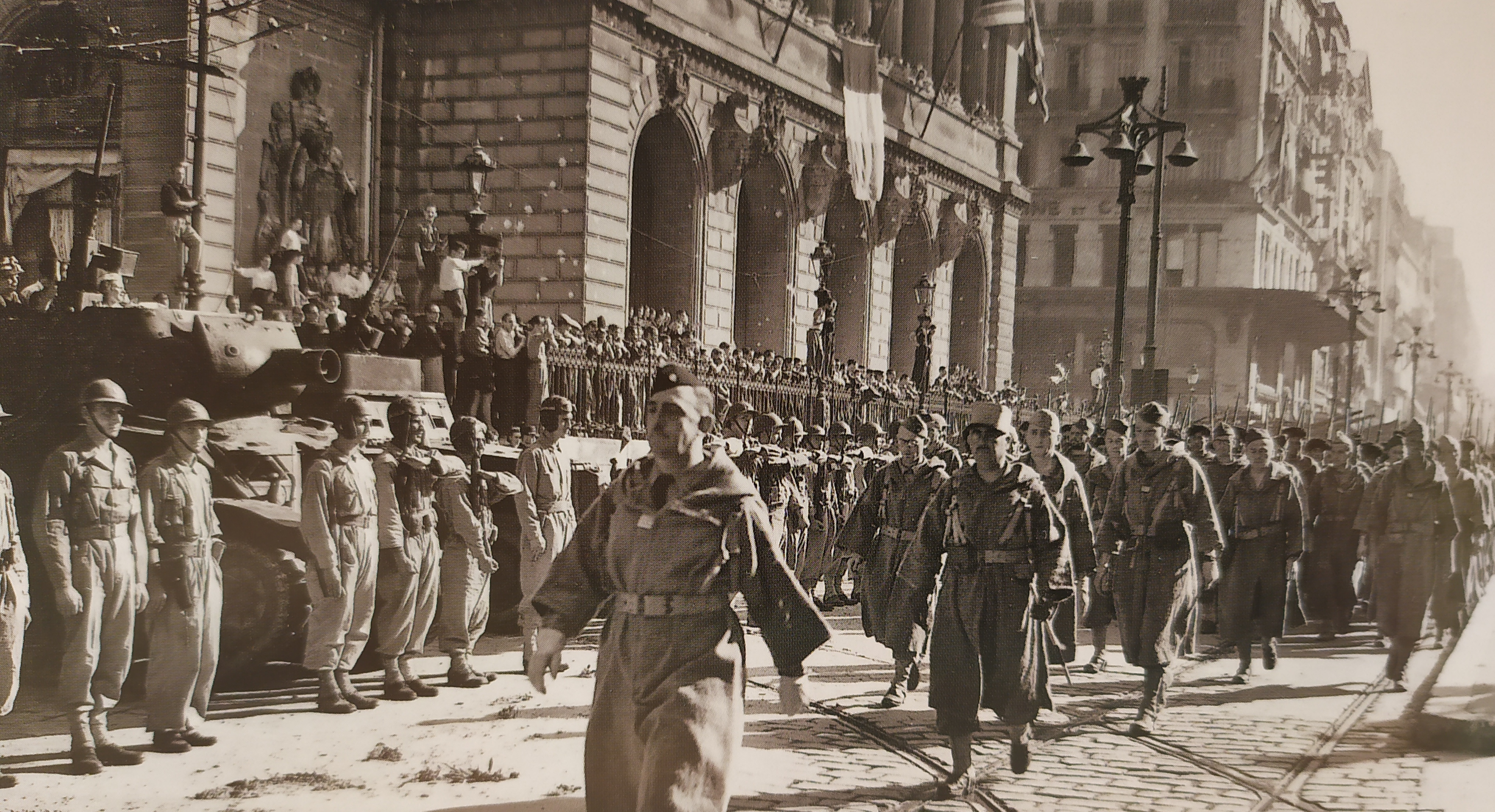
Le colonel Georges Leblanc défile sur la Canebière en tête du 1er GTM après la libération de la ville.

La prise de Marseille est anticipée du fait de la rapidité du déroulement des opérations sur Toulon. Ces deux batailles sont d’ailleurs très similaires dans leur déroulement en trois phases (investissement, resserrement et assaut final).
L’opération débute le matin du 20 août 1944 par la prise du carrefour du Camp au Nord Ouest de La Ciotat par le 2e régiment de cuirassiers (2e RC) (CC1 de la 1re DB) aux ordres du Général Bonjour qui luttaient depuis la veille, ouvrant ainsi la route d'Aubagne au 7e régiment de tirailleurs algériens (7e RTA) du colonel Léon Chappuis, ainsi qu'aux trois groupes de tabors marocains (GTM).
Après de durs combats, les 21 et 22 août, le 2e RC et le 3e bataillon porté de zouaves (CC3 de la 1re DB), renforcés par le 2e GTM, s’emparent d'Aubagne. Une partie des effectifs du 7e RTA, le 3e bataillon (Cdt FINAT-DUCLOS, qui tombera devant la batterie du Canet, à l'Ouest) a traversé le Garlaban à dos de mules un peu au Nord par le plan de l'Aigle et fait la jonction avec la résistance, au col de Cante Perdrix (maquis Attila) avant d'atteindre Allauch.
Le 22 août, la ville de Peypin est investie par les CC1 (partiel), CC2 et le 1er GTM. Une autre colonne du 7e RTA, la 11e est acheminée au carrefour de la pomme (La Bouilladisse) par camion puis gagne Mimet où il passe la nuit. Le lendemain, un parti passe la crête à dos de mules au niveau du pilon du Roi et contourne le verrou de la route des termes en passant la chaîne de l'étoile par Mimet et redescendra sur Plan de Cuques direction les Chartreux, tandis que le deuxième bataillon se porte sur la Gavotte et Septemes.
Ce même jour, outrepassant les ordres, le colonel Chapuis avec le 1er bataillon du 7e RTA et les chars d'un escadron du 2e RC s’introduisent dans Marseille. Les 2e et 3e bataillons du 7e RTA sont quant à eux sérieusement accrochés respectivement au nord et au nord-est de la ville : les troupes passées par Simiane sont bloquées à Septemes par une petite garnison, jusqu'à ce que les troupes passées par les cols à l'Est du massif à Mimet ne les prennent à revers.
Malgré le soulèvement FFI et la pénétration du 7e RTA et du 2e RC jusqu’au centre de la ville (carrefour de la Madeleine), les Allemands résistent et leurs défenses restent intactes notamment en périphérie.
Après une tentative infructueuse de règlement à l’amiable le 23 août, les combats reprennent dès le 24. De Lattre engage alors le 3e régiment de tirailleurs algériens (3e RTA) en provenance de Toulon.
Les affrontements des jours suivants sont violents et meurtriers notamment pour la prise de la colline de Notre-Dame-de-La-Garde le 25 et 26 août (II/3e RTA, I/7e RTA, 7e RCA, 2e RC et FFI) et de la gare Saint-Charles (III/7e RTA).
Mais c’est au nord, au carrefour de la Gavotte, que les défenses sont les plus sérieuses avec l’ouvrage en béton de la « Feste » Fouresta à l'emplacement de l'actuelle cité du Plan d'Aou (1er GTM et II/7e RTA). Parois épaisses de 3 à 4m, DCA, barbelés, mines 6 pièces de flak de 88 desservis par des souterrains sur le plateau de Foresta : 1 an de travaux. Ce n'est que le 27 aout également que la position de Tante Rose/Verduron Haut/Moulin du Diable au dessus de la Gavotte/sud-ouest de Septèmes sera conquise.
Le 26, André Diethelm et le général de Lattre sont à Marseille. À la suite de sa réflexion sur la tenue des tirailleurs qui leur rendent les honneurs, le général Goislard de Monsabert dit au général de Lattre de Tassigny : « Ils sont beaux, mon général ! ».
Au sud, malgré quelques accrochages (6e Tabor marocain du 2e GTM à Saint-Loup), la progression est plus aisée pour les 2e et 3e GTM. Ce dernier, après un dernier combat au Fort Napoléon du cap Croisette, contrôle le 28 août l’ensemble du littoral sud. Le 2e GTM quant à lui remonte sur le centre-ville et vient renforcer les tirailleurs algériens.
Le 27 août la plus grande partie de la ville est libérée, l’ennemi ne tient plus que les installations portuaires et quelques points au nord de la ville.
Le 28 août il se rend finalement au 1er GTM qui vient d’être renforcé par des éléments blindés du CC1 de la 1re DB.
Seul résiste encore le commandant du fortin du Racati qui ne croit à la capitulation que lorsqu'on l'amène au QG.

## Bilan
Au cours des combats pour la libération de Marseille, le nombre estimé de soldats de l'Armée française et FFI tués et blessés est compris entre 1 400 et 1 800 selon les sources, dont près de la moitié parmi les goumiers marocains (150 tués et 540 blessés),. Du côté allemand, on dénombre environ 2 000 tués et 11 000 prisonniers.
Le Général de Montsabert écrira dans son rapport sur la bataille de Marseille : « Onze mille prisonniers, un grand nombre de pièces d'artillerie intactes, des stocks de munitions et de vivres, les installations portuaires sauvées de la destruction totale sont le bilan de cette libération victorieuse pour laquelle se sont mêlés le sang des cavaliers, des goumiers, des tirailleurs, des vieux artisans de la Victoire d'Italie et des F.F.I. locaux ».

## Forces en présence

### France
- groupes de tabors marocains (GTM) du général Guillaume (et son adjoint le colonel Émile Hogard)
  - 1er GTM : colonel Leblanc
  - 2e GTM : colonel Boyer de Latour
  - 3e GTM: colonel Masset du Biest
- plusieurs unités de la 3e division d'infanterie algérienne (3e DIA) du général de Monsabert dont
  - 3e régiment de tirailleurs algériens (3e RTA) : colonel de Linares (2e bataillon)
  - 7e régiment de tirailleurs algériens (7e RTA) : colonel Chappuis
  - 7e régiment de chasseurs d'Afrique (7e RCA) : colonel Van Hecke
- plusieurs unités de la 1re division blindée (1re DB) du général Sudre dont
  - 2e régiment de cuirassiers (2e RC) : régiment de chars
  - 3e bataillon de Zouaves : infanterie portée
- FFI

Au sein de ces unités combattent les :
- Goumiers marocains : un goum, l'équivalent d'une compagnie, regroupe environ 200 goumiers. En période de guerre, les goums sont regroupés en Tabor, équivalent d'un bataillon, de trois à quatre goums. Enfin, le groupe de tabors marocains (GTM), l'équivalent d'un régiment, est composé de trois tabors. Durant la Seconde Guerre mondiale, chaque GTM comporte près de 3 000 hommes dont un peu plus de 200 officiers et sous-officiers. La proportion de Maghrébins dans un GTM est de 77 à 78 %[10].
- Tirailleurs algériens : durant la Seconde Guerre mondiale, un régiment de tirailleurs nord-africains comporte un peu plus de 3 000 hommes (dont près de 500 officiers et sous-officiers) et 200 véhicules. La proportion de Maghrébins atteint 69 % pour le régiment, 74 % pour le bataillon, 79 % pour la compagnie de fusiliers-voltigeurs, 52 % pour la compagnie antichar et 36 % pour la compagnie de canons d'infanterie[10].
- Chasseurs d'Afrique : durant la Seconde Guerre mondiale, un régiment de chasseurs d'Afrique comporte environ 900 hommes majoritairement Européens (80%).

### Allemagne
- 13 000 hommes dont 3 900 appartiennent à la Luftwaffe et 2 500 à la Kriegsmarine. L'infanterie de la 244° Infanterie Division commandée par le général Hans Schaefer est principalement composée de trois régiments de grenadiers (932, 933 et 934 Grenadier-Regiment) et d'un régiment d’artillerie.

## Hommages

### Lieux portant le nom de soldats et de résistants morts lors de la Libération de Marseille
- Boulevard du capitaine Gèze et station Gèze du métro de Marseille, en hommage à Arnaud Gèze.
- Rue Joël Recher, lieu où il fut fusillé avec quatre autres résistants.

### Voies portant le nom d'acteurs de la libération de Marseille
- Rue du colonel Henri Simon en hommage au chef des FFI de la région R2[11].

### Voies portant le nom des goums ou des tabors marocains
- Avenue des Goumiers à Marseille (Bouches-du-Rhône)
- Rue des Goums à Aubagne (Bouches-du-Rhône)
- Place des Tabors à Les Pennes-Mirabeau (Bouches-du-Rhône)
- Rue des Goumiers à Chatenois (Bas-Rhin)
- Rue des Tabors marocains à Lapoutroie (Haut-Rhin)
- Col « Aux Goums Marocains » dans les hautes Vosges (Vosges), avant de redescendre sur La Bresse

### Hommages des généraux alliés
« C'est avec le plus grand plaisir que je vous transmets les félicitations personnelles du Chef d'État-Major Général de l'Armée américaine, le général George Marshall, pour avoir anéanti si brillamment et si rapidement la résistance allemande à Toulon et à Marseille. Mes plus profondes félicitations à vous et à votre splendide Armée, pour un fait d'armes qui demeurera à travers l'histoire comme une épopée militaire. »
— Extrait de la lettre du 3 septembre 1944 du général Patch, commandant la VIIe Armée américaine, transmettant les félicitations du général Marshall, Chef d'État-Major Général de l'Armée américaine, au général de Lattre de Tassigny commandant la 1re Armée française

### Inscriptions de bataille
L'inscription de bataille Marseille 1944 est attribuée aux drapeaux des :
- 7e régiment de tirailleurs algériens (7e RTA)
- 2e régiment de cuirassiers (2e RC)

### Monuments et plaques commémoratives de la libération de Marseille
- Stèle en hommage aux Goumiers marocains, avenue des Goumiers à Marseille :

« Marseille reconnaissante aux Tabors marocains. Sous les ordres des colonels Leblanc, Boyer de Latour et Masset du Biest, les 1er, 2e et 3e Groupements de Tabors Marocains ont participé à la libération de Marseille du 21 au 28 août 1944. Au cours des combats : 7 officiers, 10 sous-officiers français, 150 gradés et goumiers marocains ont été tués. 17 officiers, 38 sous officiers français, 540 gradés et goumiers marocains ont été blessés. De l'Atlas au Danube, quatre GTM de l'Armée d'Afrique ont combattu aux côtés de la France et de ses alliés de décembre 1942 à la victoire du 8 mai 1945. »

— Texte de la stèle en hommage aux Goumiers marocains, avenue des Goumiers, Marseille, 2000
- Plaque commémorative située à l'angle de la rue Joël Recher et de l'avenue de la Corse pour rappeler que les résistants Recher Joël, Coli Noël, Del Vecchio Adrien, Agnei Léon et Volan Noël y sont morts pour la France, le 22 août 1944.
- Monument au 7e régiment de tirailleurs algériens (7e RTA)
- Plaque Commémorative et impacts d'obus visibles sur la façade nord de la Basilique Notre-Dame de la Garde